# Chyptodes albosuturalis
Chyptodes albosuturalis är en skalbaggsart som beskrevs av Fuchs 1961. Chyptodes albosuturalis ingår i släktet Chyptodes och familjen långhorningar.
Artens utbredningsområde är Guatemala. Inga underarter finns listade i Catalogue of Life.